# Centre polític
El centrisme o centre polític o és una ideologia política que es defineix per la seva retòrica centrista en oposició a les posicions d'esquerra i dreta. El seu contingut canvia segons el moment històric i el lloc, ja que depèn dels moviments polítics, ideològics i socials que sorgeixin en un indret donat. Actualment, a Espanya, correspon a la ideologia autoconsiderada ni de dretes, ni d'esquerres. El centrisme pot estar estretament relacionat amb el populisme, tot i que en l'actualitat la retòrica de centre tendeix a anomenar populistes als altres. A vegades se l'identifica amb l'anomenada tercera via, tot i que els seus orígens són anteriors.
Hi ha hagut intervals històrics al món occidental en els quals moltes persones enquestades responien considerar-se de classe mitjana, ho fossin o no, i això ha estat utilitzat a la retòrica per a voler-se autodefinir com a partit polític amb ideologia "de centre", induint a la falàcia de que respon als interessos de les classes socials situades "al centre", ni molt pobres ni molt riques, és a dir, a la classe mitjana.
Els valors i interessos que defensen els grups que es denominen centristes són a la pràctica i per definició heterogenis i d'ideologia ambigua, desconeguda o canviant. Tanmateix, cercant trets comuns als que actualment i al llarg de la història s'han autoproclamat com a tals, sembla que proposen una economia capitalista i solen defendre la religiositat, predominant al món occidental en ells la influència cristiana.

## Partits de centre
A Espanya, alguns partits que s'han autoproclamat de centre són per exemple el PP, el PSOE i Ciutadans, mentre que no n'hi ha cap que es consideri a ell mateix de dretes.